# Distrito de Koraput
Koraput (en oriya: କୋରାପୁଟ ଜିଲ୍ଲା) es un distrito de la India en el estado de Orissa. Código ISO: IN.OR.KO.
Comprende una superficie de 8534 km².
El centro administrativo es la ciudad de Koraput.

## Demografía
Según censo 2011 contaba con una población total de 1376934 habitantes, de los cuales 699 070 eran mujeres y 677 864 varones.

## Patrimonio agrícola mundial
Koraput es un distrito tribal, más del 50% de la población forma parte de una de las más de 52 tribus de la zona. Los indicadores económicos son de los peores del mundo, con un índice de población por debajo de la pobreza de entre el 72 y el 83%. La mayoría de sus habitantes depende del bosque y de la agricultura de subsistencia. Sin embargo, se vive en un equilibrio perfecto con el medio ambiente, de forma que se han conseguido conservar hasta 79 especies endémicas, en un paisaje de entre 150 y 1.500 m de altitud, formado por llanuras, montañas, colinas, mesetas y valles, relativamente húmedo y donde el cultivo predominante es el arroz. Por esta razón, la zona forma parte de los Sistemas Importantes del Patrimonio Agrícola Mundial (SIPAM), designados por la FAO.